# Filipinas nos Jogos Olímpicos de Verão de 1964
As Filipinas competiu nos Jogos Olímpicos de Verão de 1964, realizados em Tóquio, Japão.